# Ualabi de Parma

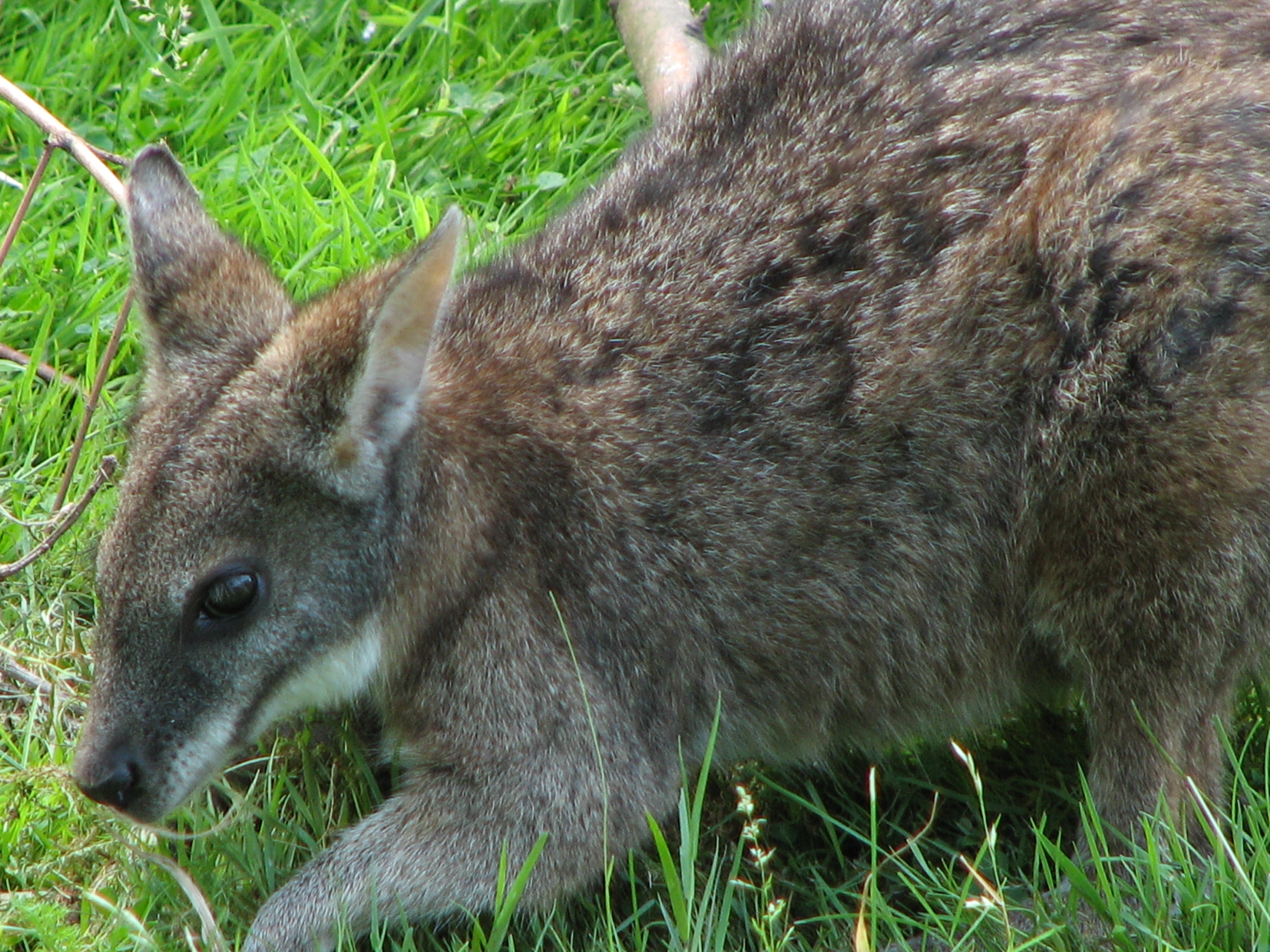
Ualabi de Parma al zoo de Berlín.

El ualabi de Parma (Notaacropus parma) és una espècie de ualabi descrita originalment pel naturalista britànic John Gould el 1840. És una criatura tímida i críptica dels boscos esclerofil·les humits del sud de Nova Gal·les del Sud, mai no fou comú i, fins i tot abans de la fi del segle xix, es cregué que s'havia extingit.
El 1965, uns treballadors de l'illa Kawau (a prop d'Auckland) que intentaven controlar una plaga de ualabis tammars introduïts (una espècie estesa i bastant comuna a Austràlia) quedaren astorats en descobrir que alguns dels animals no eren ualabis tammars, sinó una població miraculosament supervivent de ualabis de Parma - una espècie que es creia extinta des de feia molt de temps. S'aturà la tasca d'extermini mentre es capturaven exemplars i se'ls enviava a institucions d'Austràlia i arreu del món amb l'esperança que criarien en captivitat i que eventualment podrien ser reintroduïts al seu hàbitat natural.